# Forville
Forville (en wallon Forveye) est une section de la commune belge de Fernelmont, située en Région wallonne, dans la province de Namur, à 20 km au nord de Namur. C'était une commune à part entière avant la fusion des communes de 1977. Sa population s'élevait avant la fusion à un millier d'habitants. En 2020 ce chiffre était passé à 1 597 habitants.

## Géographie
Forville se situe aux confins de la Hesbaye liégeoise et du Condroz namurois, jouissant de riches terres limoneuses et d'un relief peu marqué. Une altitude moyenne de 175 m lui confère un climat tempéré propice à l'agriculture.
La commune était au croisement de deux lignes vicinaux, Namur - Meeffe et Andenne - Éghezée ; elle possédait une gare et un dépôt, aujourd'hui utilisés par la TEC.

### Hameaux
- Gochenée.
- Seressia.
- Seron.

## Évolution démographique
- Source : DGS, 1831 à 1970=recensements population, 1976= habitants au 31 décembre

## Histoire

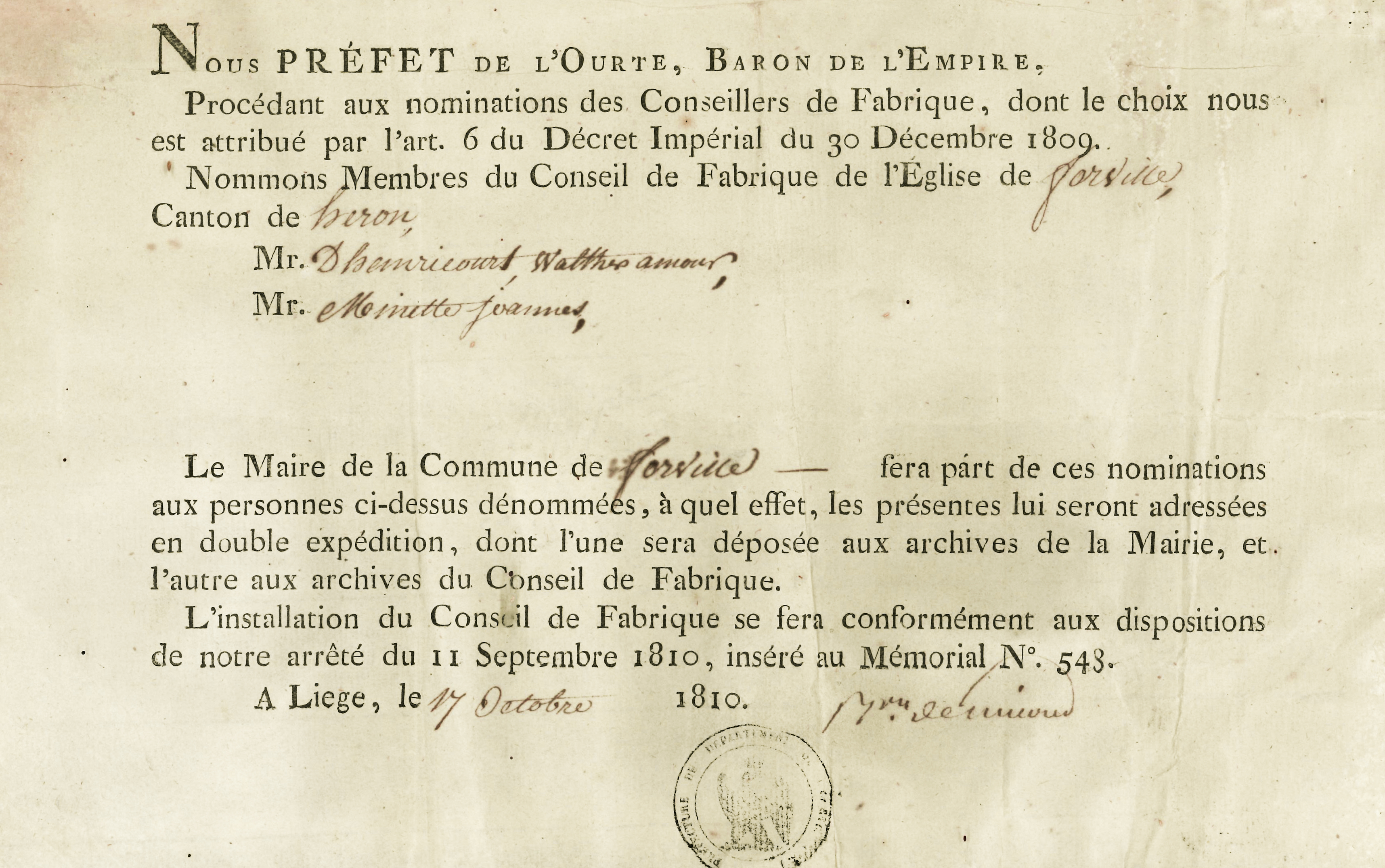
Nomination à Forville (Belgique) sous l'Empire français 1810.

Située à quelques kilomètres d'une chaussée romaine dite « Chaussée Brunehaut » et des « tumuli de Seron », la région a subi, selon toute vraisemblance, l'influence romaine.
Son étymologie de Foris villa, « hors du domaine », évoque l'ancienne appartenance de Forville au vieux « ban de Meeffe », une enclave liégeoise dans le comté de Namur et dont la cour de haute justice et seigneurie hautaine avait son siège au château-ferme de Seron.
En 1795 les Pays-Bas belgiques sont annexées à la France. La cession officielle à perpétuité à la France par l'ancienne puissance du Saint-Empire a lieu en 1797. Ce statut se poursuivra jusqu'à la chute de l'Empire français
en 1814.

## Patrimoine et culture

### Patrimoine architectural et sites

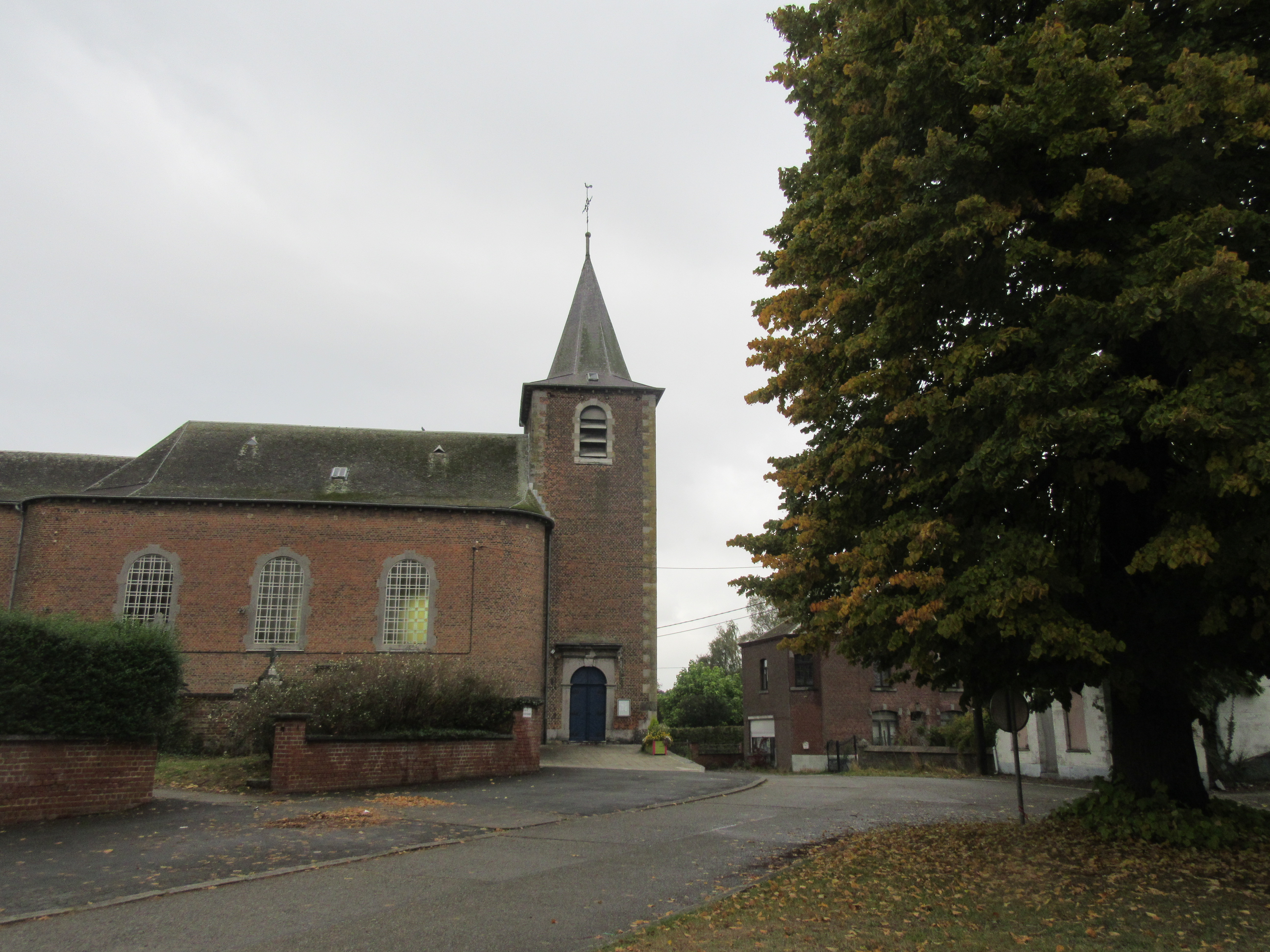
Église Saint-Lambert à Forville.

- À deux pas de la grand-route Andenne-Éghezée (N 643), église Saint-Lambert, édifice daté de 1793 aux portails nord et sud[2],  sur une petite butte au milieu de son cimetière : jolie tour aux chaînages harpés et flèche octogonale. Grande dalle funéraire extérieure de Richard de Hemricourt rappelant précisément les seigneurs de Seron et du ban de Meeffe.

- La vaste ferme en brique et pierre bleue, située à même la grand-route, face au dépôt des autobus, avec son beau portail surbaissé et harpé, rappelle encore que Forville, ancienne commune essentiellement agricole comptait au début du XXe siècle près de 300 exploitations d'au moins 10 ha et 3 grandes de 100 ha environ.
- D'opulentes fermes de jadis, de l'époque des grands notables hesbignons, en même temps que se perpétuait le fameux « siècle de malheurs » : Thiribut (125 ha), jadis « grange » du Val Saint-Lambert et Séressia, grand quadrilatère chaulé, reconstruit au XVIIIe siècle, dans les vastes campagnes à l'est.Potale à Forville rue de la Libération datant du XVIe siècle [3],[Note 1].

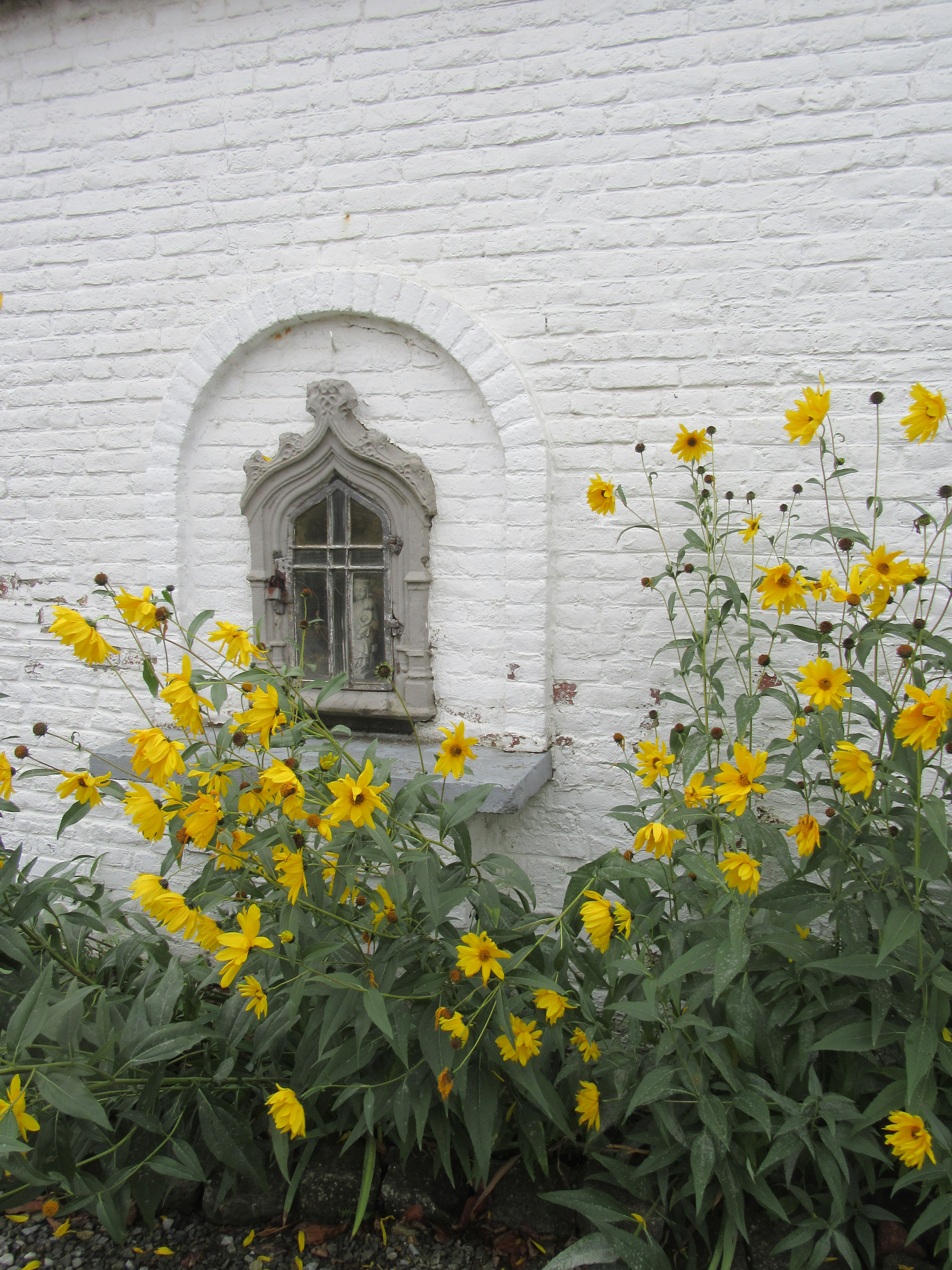
Potale à Forville rue de la Libération datant du XVIe siècle ,.

- Sentier pédestre des Châteaux du Nord-Namurois, à utiliser à partir d'Hambraine (voir à Cortil-Wodon).

## Célébrité
- L'historien Léopold Genicot, professeur d'histoire du Moyen Âge, d'histoire de la Wallonie et de critique historique à l'Université catholique de Louvain, est né à Forville (1914) : a écrit de nombreux livres sur l'histoire médiévale de la Wallonie et en particulier du Namurois (décédé en 1995). Dans un genre plus personnel il a écrit l'histoire de son enfance de 6 à 16 ans, dans le village de Forville dans les années 1920-1930 : Calme Hesbaye[4].